# گولدن هایتس
گولدن هایتس (به انگلیسی: Golden Heights) یک منطقهٔ مسکونی در ایالات متحده آمریکا است که در شهرستان براوارد، فلوریدا قرار دارد. گولدن هایتس ۰٫۱ کیلومتر مربع مساحت و ۵۰۱ نفر جمعیت دارد.